# С помощью зеркал
«С помощью зеркал» (англ. They Do It With Mirrors) — детективный роман Агаты Кристи, впервые опубликованный в США издательством Dodd, Mead and Company в 1952 году под названием «Murder with Mirrors», и в Великобритании в том же году издательством Collins Crime Club под оригинальным названием. В России роман публиковался под названием «Фокус с зеркалами». Роман рассказывает об очередном расследовании мисс Марпл.

## Сюжет
Роман начинается с того, что Мисс Марпл навещает свою давнюю подругу Рут Ван Ридок. Мисс Марпл, Рут и её сестра Кэрри Луиза все вместе когда-то учились в Италии. Рут делится своими ощущениями, что что-то неладное происходит в старинном викторианском особняке Стонигейтс, где живёт сестра Рут, Кэрри Луиза со своим мужем Льюисом Серроколдом. Объяснить причин волнения она не может, но она опасается, что Кэрри Луизе может грозить опасность. Рут просит Мисс Марпл навестить сестру и выяснить, что происходит. 

Кэрри Луиза счастлива видеть Джейн в своём доме. Несмотря на то, что дом принадлежит Кэрри, всем заправляет её муж Льюис, который является её третьим мужем. В доме живут малолетние преступники, которых опекает муж Кэрри Луизы. Среди домочадцев довольно много народа, но лишь несколько из них состоят в кровном родстве с Кэрри Луизой. В частности её дочь от первого брака Милдред Стрит. У Кэрри также была приёмная дочь Пиппа, которая умерла при родах. Её дочь, Джина, замужем за американцем. В доме часто живут пасынки Кэрри от второго брака. 

Мисс Марпл приглашена на обед, куда собираются все домочадцы и приглашённые гости. Среди них секретарь Льюиса, Эдгар Лоусон, а также Кристиан Гулбрадсен, сын первого мужа Кэрри. После обеда часть гостей собирается в большом зале, другие расходятся по дому. Мисс Марпл и остальные гости становятся свидетелями ссоры между Лоусоном и Льюисом. Они даже слышат выстрелы, но все живы. Однако той же ночью в имении происходит убийство. Мисс Марпл собирается во всем разобраться.

## Цитата
Уже засыпая, мисс Марпл почему-то подумала об Эдгаре Лоусоне. Он напоминал ей о ком-то или о чем-то. 
Что-то в Эдгаре Лоусоне слегка ее беспокоило. А может, даже и не слегка. Не приспособленный к жизни,
 так это,  кажется, называется. Но как это могло навредить Кэрри Луизе? И могло ли? 

Мисс Марпл мысленно как бы покачала головой. 

Ее тревожило нечто более серьезное.Агата Кристи «С помощью зеркал»

## Отзывы
По мнению книжного обозревателя газеты «The Observer» Мориса Ричардсона, опубликованному в выпуске газеты от 20 ноября 1952 года, «Первая половина написана живо, а ложное алиби убийцы на время убийства пасынка весьма хитроумно; есть, однако, значительное снижение бодрого темпа к концу, но одна попытка лучше, чем ничего».

## Экранизации
Рассказ экранизировался несколько раз.
- Первая экранизация была создана в 1985 году. Фильм назывался «Убийство с зеркалами»[2] (англ. Murder with Mirrors), главные роли в нём исполнили Бетт Дейвис и Хелен Хейс, сыгравшая мисс Марпл.
- Роман также лёг в основу одного из эпизодов телесериала «Мисс Марпл»[3] телекомпании BBC в 1991 году. Роль мисс Марпл исполнила Джоан Хиксон, в роли Кэрри Луизы — Джин Симмонс.
- В рамках другого британского телесериала «Мисс Марпл Агаты Кристи»[4] в 2009 году был снят эпизод по роману «С помощью зеркал». Роль мисс Марпл исполнила Джулия Маккензи, в роли Рут Ван Ридок — Джоан Коллинз.
- В 2013 году на французском телевидении во втором сезоне сериала Загадочные убийства Агаты Кристи вышла серия «Jeux de glaces» (Игра зеркал), являющаяся вольной переделкой оригинальной книги. Джейн Марпл в серии не было. Вместо неё главной героиней выступает журналистка Алиса Авриль в исполнении Бландин Беллавуар.